# بیماری‌شناسی
بیماری‌شناسی (به انگلیسی: Nosology)، شاخه‌ای از دانش پزشکی است که به رده‌بندی و بررسی بیماری‌ها می‌پردازد.

## گونه‌های رده‌بندی
در یکی از انواع رده‌بندی، این دانش بیماری‌ها را در سه گونهٔ زیر طبقه‌بندی می‌کند:
1. سبب‌شناسی
2. بیماری‌زایی
3. نشانه بیماری